# Syn
En la mitologia escandinava, Syn (en nòrdic antic "rebuig") és una deessa associada al rebuig defensiu. Syn és esmentada a l'Edda en prosa, escrita al segle xiii per Snorri Sturluson, i a kennings de la poesia skàldica. Els estudiosos han proposat diverses teories sobre les implicacions d'aquesta deessa.

## Aparicions als mites
Al capítol 35 del llibre Gylfaginning de l'Edda en prosa, Hár proporciona descripcions breus de 16 ásynjur. Hár l'esmenta en onzena posició, i diu que "guarda les portes i les tanca a aquells que no han d'entrar". Hár també diu que Syn "s'encarrega de la defensa" al thing "de discursos legals que refuten quelcom" i que el seu nom té relació amb "un rebuig (syn) es fa quan es diu que no."
Al llibre Skáldskaparmál de la mateixa Edda en prosa, Syn apareix en una llista que conté 27 noms d'ásynjur. Syn també apareix en dos kennings que apareixen al mateix Skáldskaparmál; un per a referir-se a "jötun" ("Syn-xemeneia de pedra") al poema Þórsdrápa d'Eilífir Goðrúnarson i un altre per a referir-se a "dona" ("Syn [dona] de tou repòs de collaret [coll]") en una obra atribuïda a Steinar.

## Teories
Rudolf Simek diu que Syn es troba entre les deesses el nom de les quals es documenta al període pagà tardà i que abans d'això aquestes deesses eren considerades dísir i, alhora, se les relacionava amb les matronae germàniques.